# Claes-Göran Hederström
Claes-Göran Hederström (Danderyd, norte de Estocolmo, 20 de outubro de 1945 - 8 de novembro de 2022) foi um cantor sueco. Fez a sua estreia musical em 1967. Em 1968, representou a Suécia no Festival Eurovisão da Canção 1968 com a canção Det börjar verka kärlek, banne mej que terminou em quinto lugar. A sua canção foi um sucesso no seu país natal e ainda é a sua canção mais conhecida.